# Böszörményi Pál

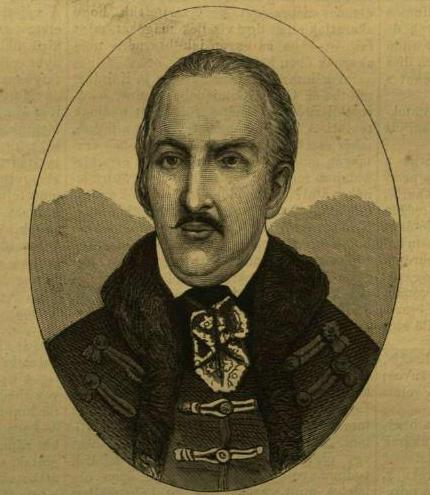
Böszörményi Pál portréja a Vasárnapi Ujságban

Böszörményi Pál (Vonza Pál) (Székelyhíd, 1757. november 1. – Debrecen, 1825. február 2.) Debrecen főbírája és országgyűlési követe.

## Élete
Korán lett Bihar vármegye tiszti ügyésze; 1787-ben Debrecen városa főjegyzőjévé választotta, sőt az 1796. országgyűlésre követűl küldte. Főjegyzői hivatalát 13 évig viselte, ekkor tanácsossá választották és 1802-ben ismét országgyűlési követűl küldték Pozsonyba. 1806-ban elhagyta tanácsosi hivatalát, és a Heves és Külső-Szolnok vármegyei Várkonyba ment lakni, ahol gazdálkodott, mígnem 1822-ben Debrecen főbírája lett.

## Munkái
- Luctus Szatmariensis et plausus Hevesiensis Debreczini, 1812. (Üdvözlő versek.)
- A köznép számára készült kézi könyv, mely Szőlőske nevű Falu állapotjának leírásábann előadja minémű hibák... vesztegetik a Köznépet; mimódonn lehet és kell azokat orvosolni... Schlez utánn szabadonn ford. Debrecen, 1824. Két rész. Első rész Második rész
- A falusi oskola, tanítók számára készült kézikönyv. Schlez után szabadon ford. Uo. 1824. I. rész. (II. részének fordításában halála meggátolta.)

A reformatusoknak 1808-ban megujított énekes könyvébe a 234. éneket (Uram áldjuk szent nevedet…) irta.
Arcképe, olajba festve, a debreceni főiskola könyvtárában van.